# 距離標

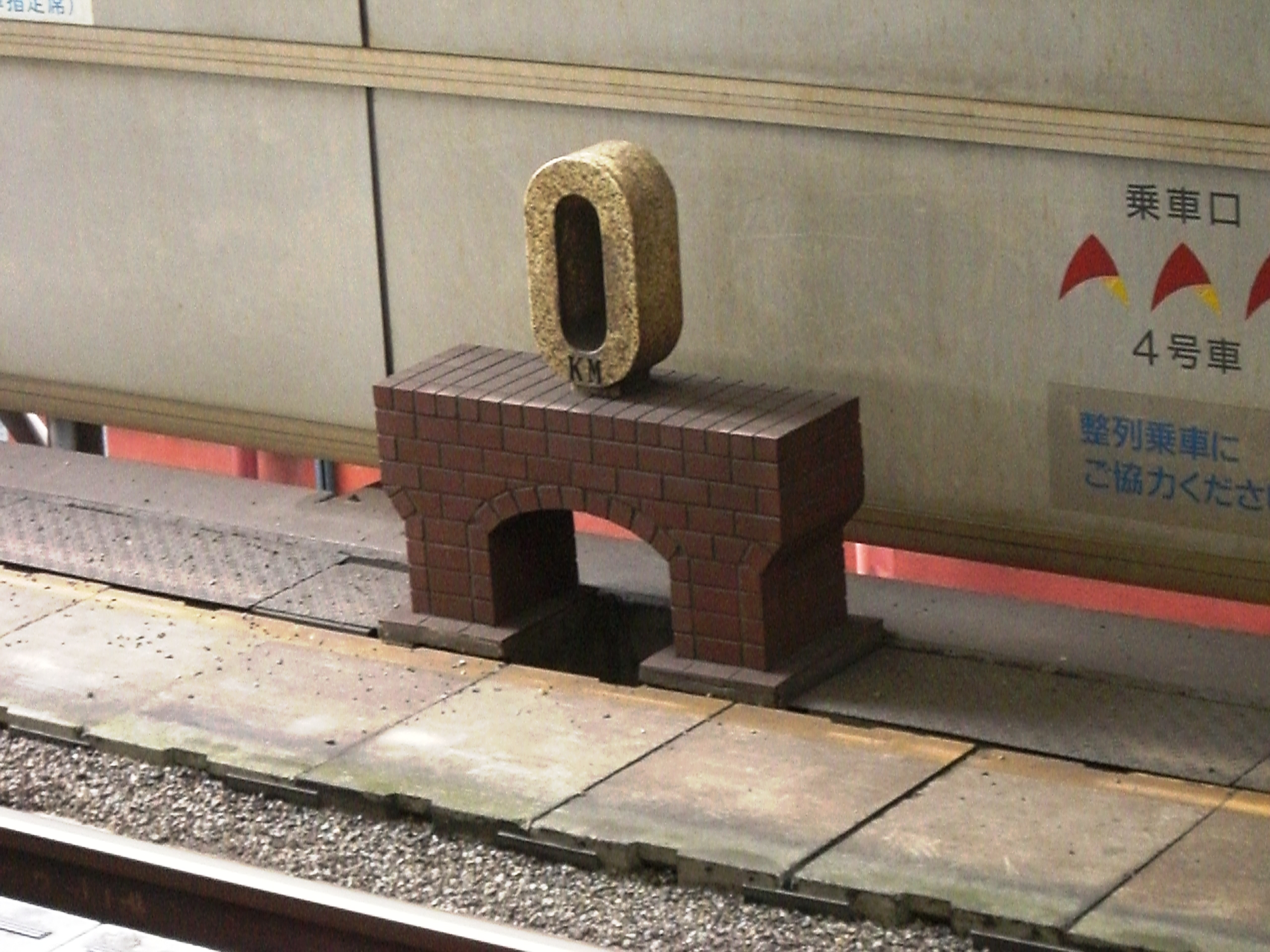
東京駅1番線（中央本線）の0キロポスト

距離標（きょりひょう）とは、鉄道や道路等の起点からの距離を表した標識の一つ。キロメートル単位で表しているものが多いことから、日本ではキロポストと呼ばれることも多い。

## 鉄道

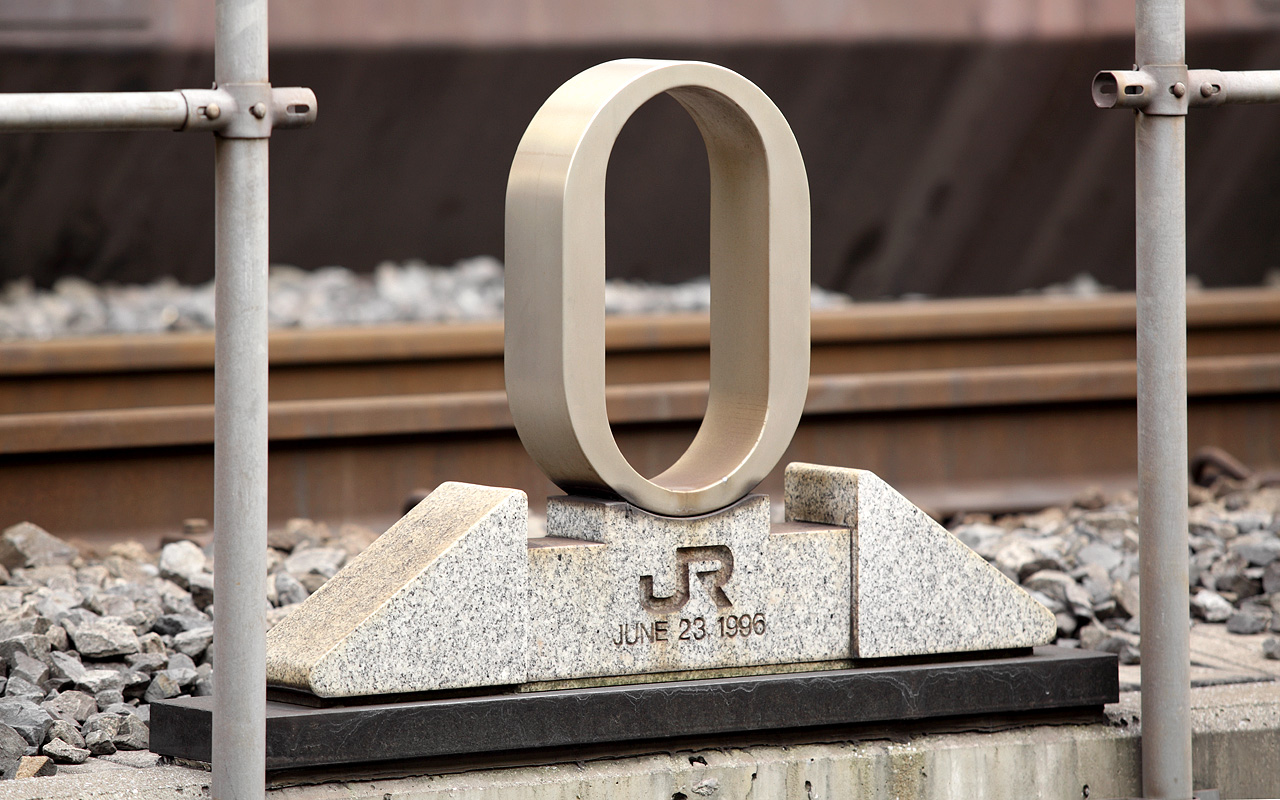
東京駅7番線（東北本線・東海道本線）の0キロポスト

日本の鉄道の距離標には、示す距離によって甲号・乙号・丙号の3種がある。
起点には、日本では「0キロポスト」と呼ばれる距離標が置かれる。0キロポストは、他の距離標とは異なり意匠を凝らしたものが多い。中でも東京駅に置かれるものは著名である。ただし、「0キロポスト=正式な起点」とは限らないこともある。例えば、東武伊勢崎線の起点は現在は浅草駅だが、開業時の起点である北千住駅に0キロポストがある。総武本線の起点は東京駅だが、東京駅 - 錦糸町駅間延伸開業前の起点である御茶ノ水駅にも0キロポストがある。伊東線の起点は熱海駅だが、0キロポストは隣の来宮駅にある。千歳線の起点は白石駅だが、0キロポストは隣の苗穂駅にある。更に、予讃線・高徳線の起点である高松駅のように駅・ホームの移転により0キロポストが存在しなくなるケースもある。
この他、歴史的な経緯により同一路線内で数字が連続しないこと（山陽電気鉄道本線、阪神なんば線など）や、逆に別の路線名称だが連続している事例（近鉄大阪線と山田線）、数字がマイナス（負の数）になっていることもある。

## 道路

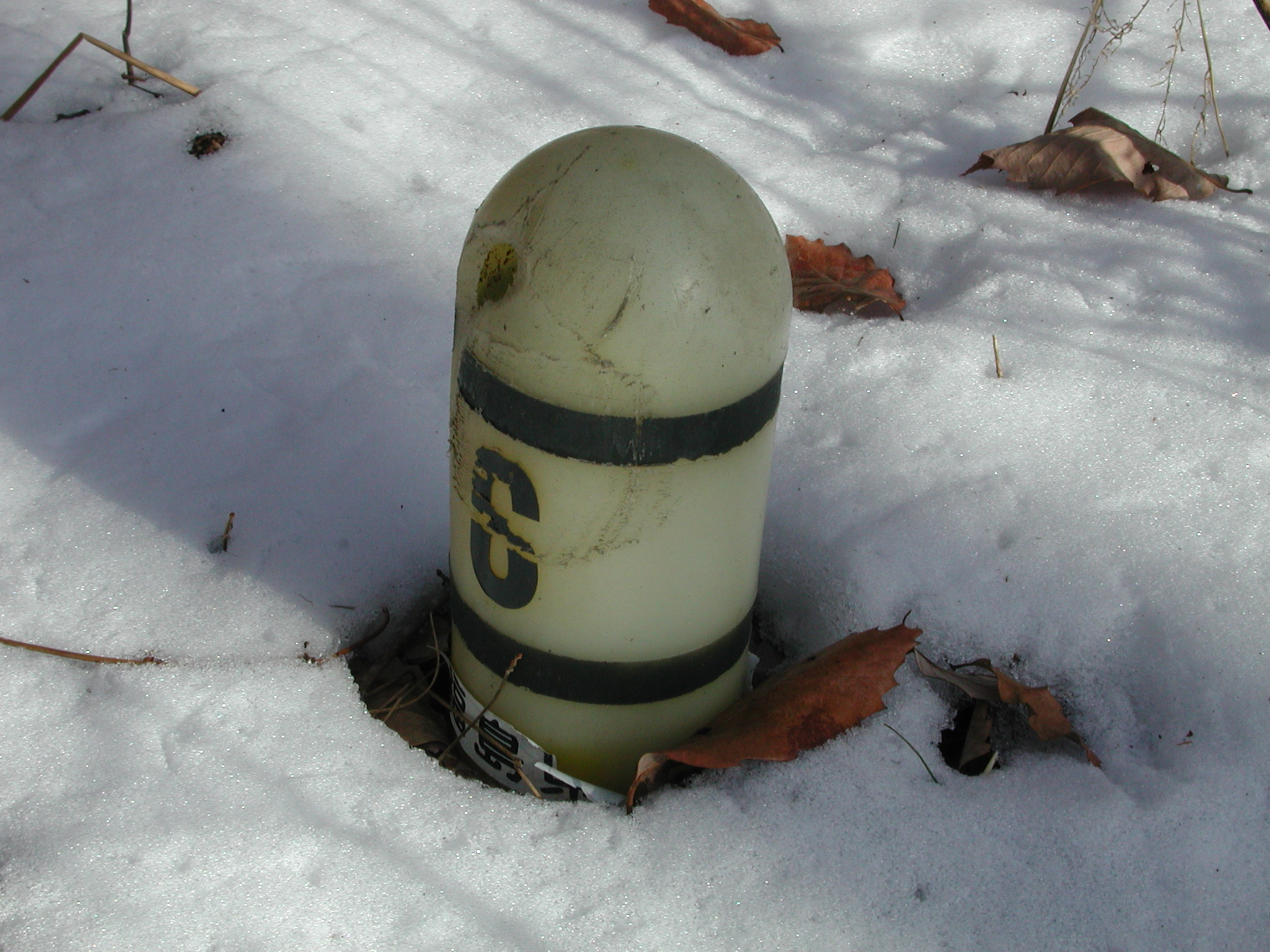
都道府県道に設置されている距離標の例

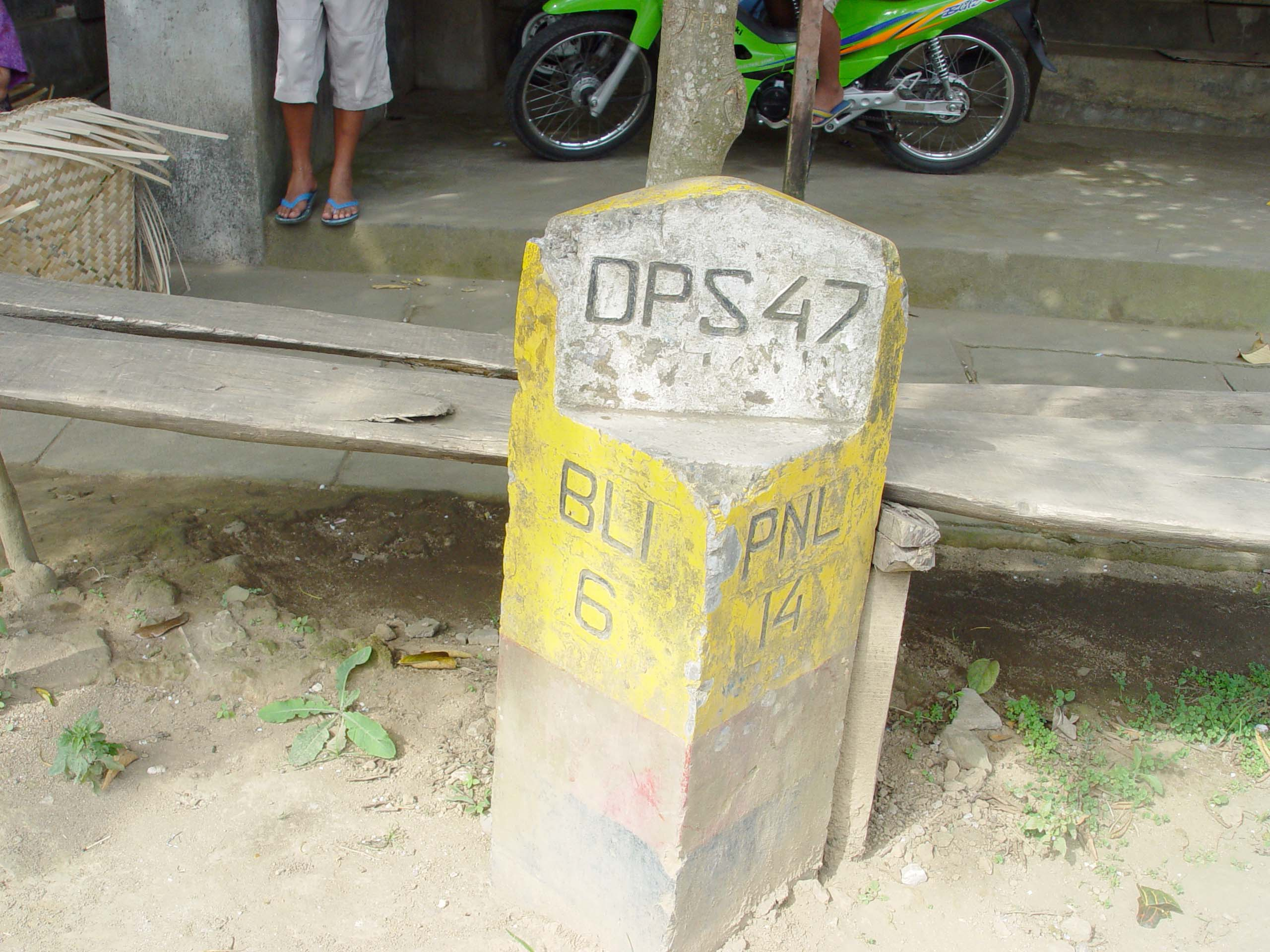
インドネシア共和国バリ州バンリ郡の距離標。「DPS 47」は州都デンパサールまで47kmを、「BGL 6」は右にバンリまで6kmを、「PNL 14」は左にプヌロカン（キンタマーニ高原）まで14kmを表す

日本では道路の距離標は高速道路、一般国道その他の主要な道路（都道府県道など）に設置され、路肩や中央分離帯などに設けられる。通常は、その道路の起点からの距離値を表し、事故の場所や渋滞の長さを示すためにも用いられる。
一般に1キロメートル (km) 毎に立ち、キロメートル数を表示する。道路によっては100メートル距離標（100メートル毎、距離値表示はキロメートル数と小数点第1位）も設けられるが、全く設置されていない道路も多く、設置の形態はさまざまである。その形状も三角柱形、砲弾型、プレート型などさまざまなものがあり、特に一般国道の起点・終点の距離標の中にはモニュメントを兼ねたものもある。
日本の高速道路に設置される距離標は支柱上の横長の板で、緑地に白の文字でキロメートル数が書かれる（単位の"km"は表示されない）。多くはほぼ路線設計上の位置である中央分離帯に目立つ形で設置される。また100メートル距離標も設置され、白地に緑色の文字で「137.6」のようなスタイルで距離値が表示され、中央分離帯ではなく路側脇に小さく設置される。
一般国道など一般道に設置される距離標は特に形に決まりはないが、起点の地名とキロメートル数が書かれるものが多い。かつては、黄色の柱の側面に黒い文字で距離の数字を書いたものであった。現在は、地形や気候に合わせていろいろな形状や大きさのものがある。右上の写真は以前の黄色い柱に起点からの距離を記した一般的な距離標である。現在でも数多くの場所で見られ、最も普及している距離標といえる。
起点は、市役所や町村役場前が起点となることが多く、役所が町はずれにある場合などは、繁華街や駅前など代表的地点が基準となる。また、バイパスの開通などで、距離が変更になった後も距離標を直さずそのままとする例もある。特に旧道では、国道時代の距離標が残存していることもある。
一般の歩行者用のものとしては、大阪国道事務所が御堂筋に設置したものなどがある。
鉄道の0キロポストと同様に、かつては各市町村の道路起点に道路元標が設置されていた。現在の道路法では道路元標の設置義務はないが、道路管理者が独自に設置した意匠を凝らした道路元標が各地にある。ちなみに都道の道路元標は青色の三角柱形。東京都中央区の日本橋の橋上には、全国の国道の距離標の起点として「日本国道路元標」が設置されている。それとは別に、日本橋北詰交差点脇の「東京市道路元標」の下に日本国道路元標のレプリカと各都市への里程標が設置されている。
インドネシアでは、道路の起点・終点までのキロメートル単位の距離を示す石柱が、道路脇に立てられる。また、100m毎に1,2などと書かれた小さな柱が立てられる。

## 河川

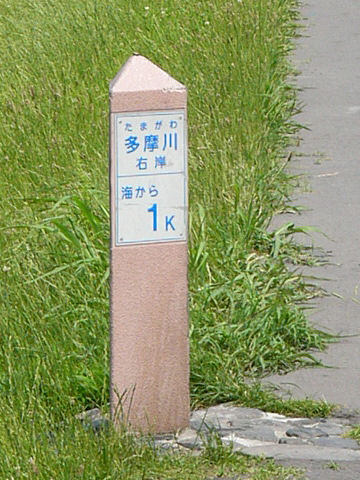
多摩川河口から1 kmを示す距離標

日本では、河口または合流点からの距離を標示する標識が、一般に左右岸の堤防法肩に、概ね 100-500m毎に設置されており、河川および河川敷の管理に利用されている。
たとえば橋など河川敷に設けられる構造物の位置を表す際に、この距離標を基準にして位置が示される。ここで「17.8k +20m」と表記する場合、河口より17.8kの距離標より20m上流であることを示し、つまり河口より17kmと820mの地点であると分かる。
材質等に特段の規定はないが、錆びることなく劣化に比較的強い石柱がよく使われる傾向がある。また、近頃は河川敷が近隣住民の憩いの場として利用されていることへの配慮からか、大きな単位の距離標は目立つように設置される例も見られる。

### 距離標設置測量
距離標設置とは、後に実施される縦断測量、横断測量等のために、河川の河心線に対して直角方向の両岸に、ほぼ等間隔に距離標を設置する作業をいい、距離標は次の要領で設置する。
1. 距離標は、河川の河口又は幹川の合流点をと河心線に対して直角方向に200m間隔で設置する。なお、距離標の間隔は河心線に対して直角方向とするため、右岸と左岸では距離間隔が異なる。
2. 距離標は、両岸の距離標間の見通しが利く必要があるため、提防法肩又は法面等に設置する。
3. 距離標の設置は、あらかじめ地形図上で位置を選定し、その位置をデジタイザなどで読み取り、その座標値に基づいて近傍の3級基準点等から放射法などにより設置する。

距離標は、将来起こり得る河床の変動状態の調査等の基準となるので、変動を受けない場所を選び設置している。

## ギャラリー
鉄道

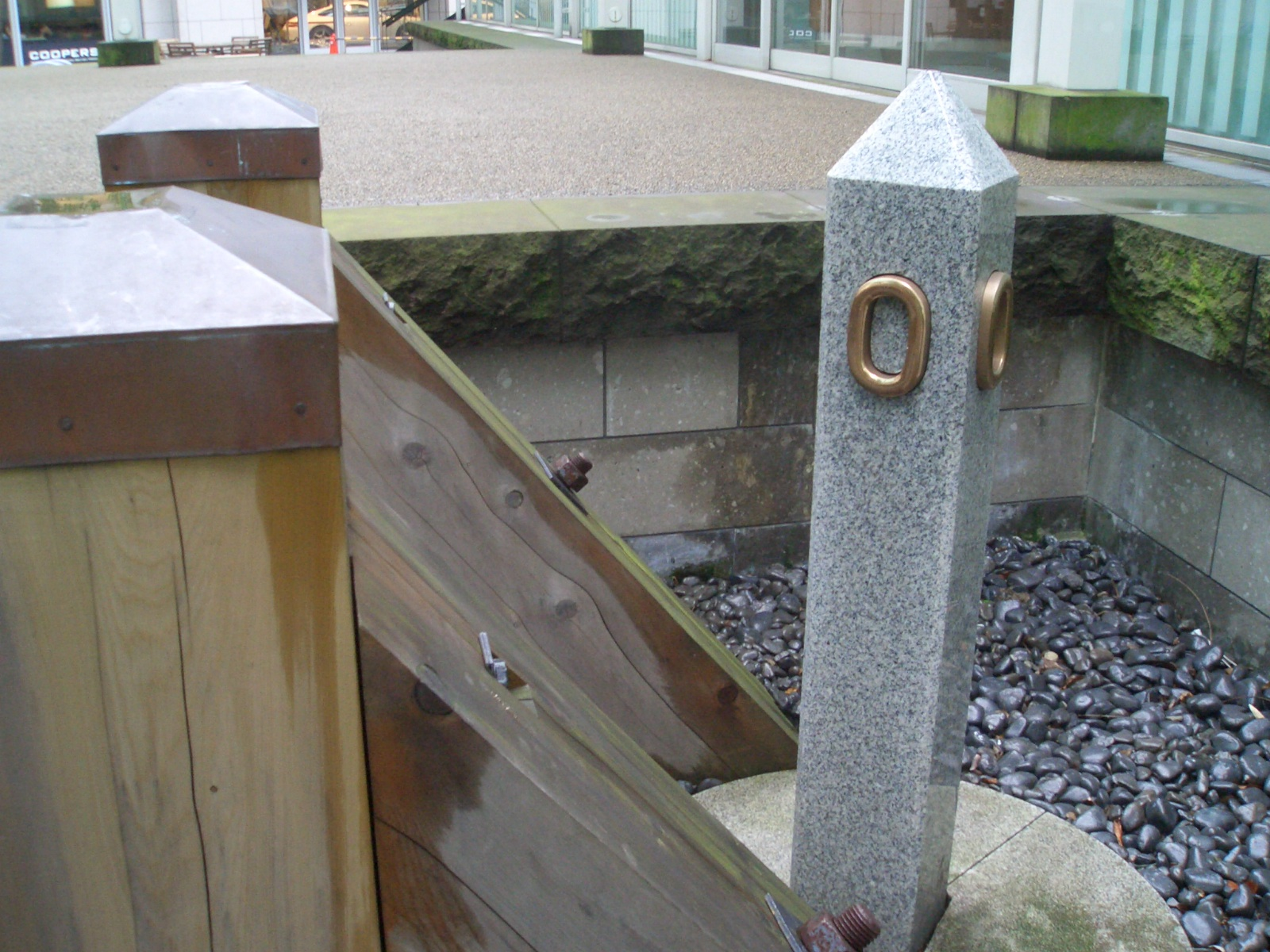
0哩標識（旧 新橋停車場、鉄道記念物）
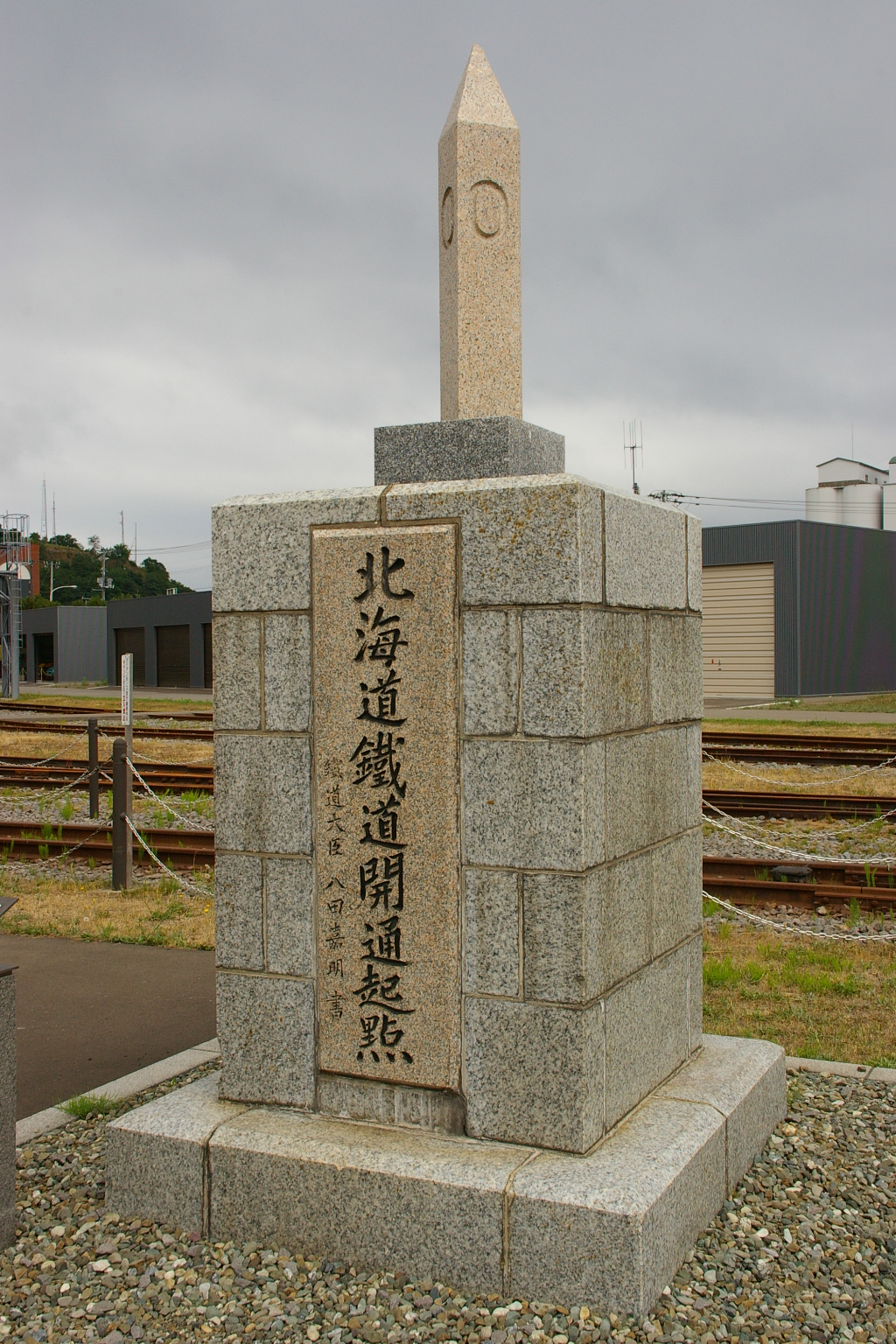
北海道鉄道開通起点標（小樽市総合博物館、準鉄道記念物）
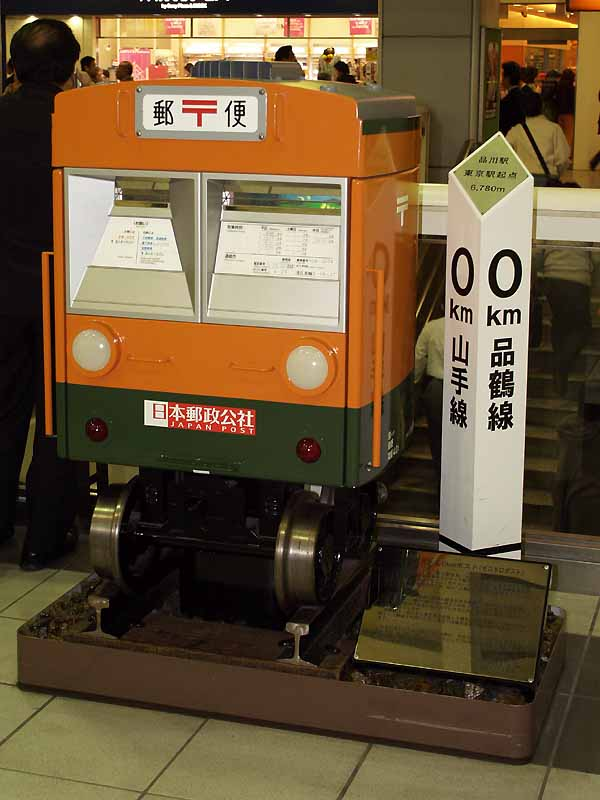
山手線・品鶴線の0キロポストオブジェ（品川駅）
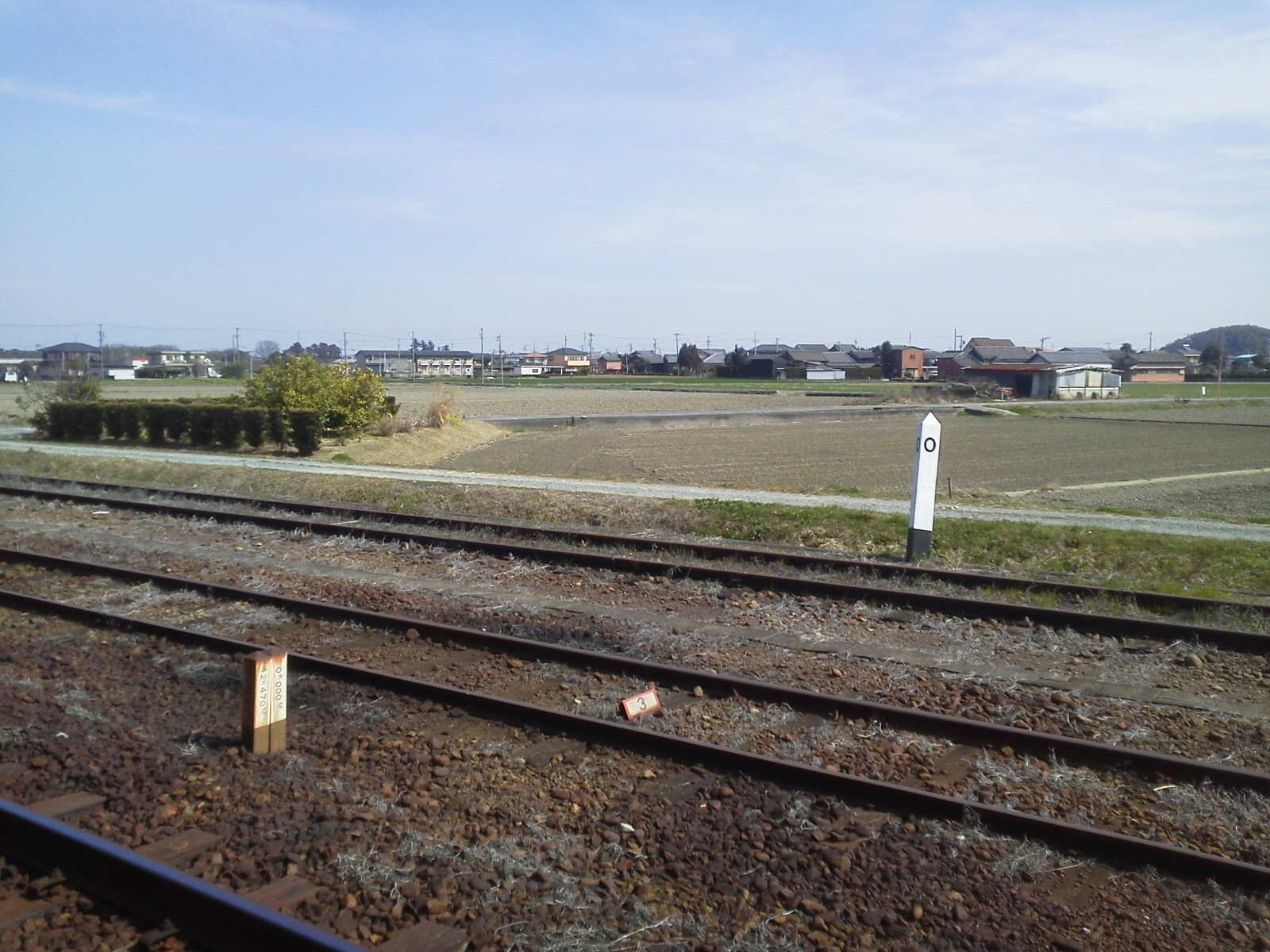
参宮線の0キロポスト（多気駅）
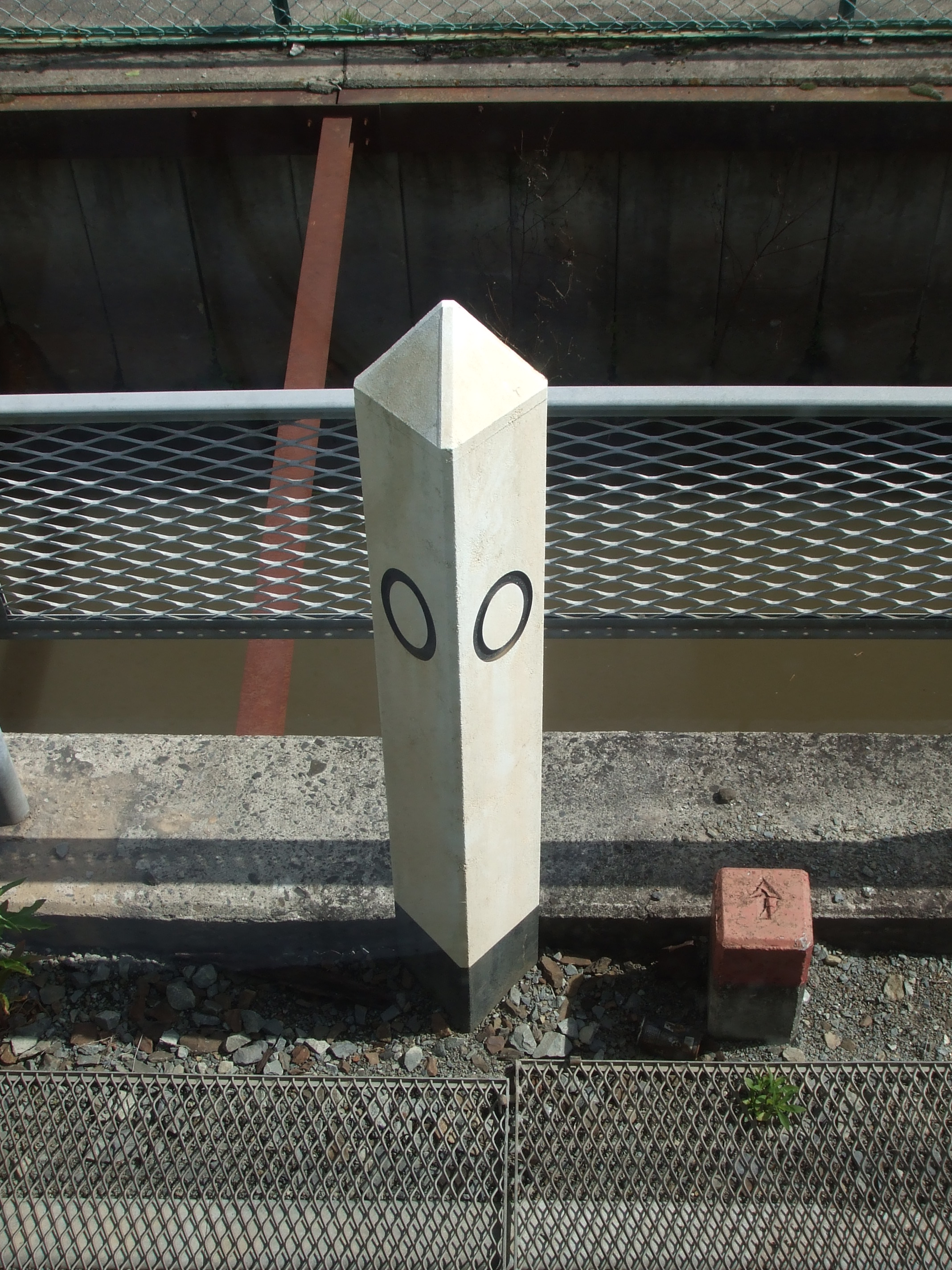
気仙沼線0キロポスト（前谷地駅）
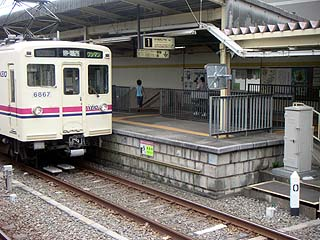
京王競馬場線の0キロポスト（東府中駅）
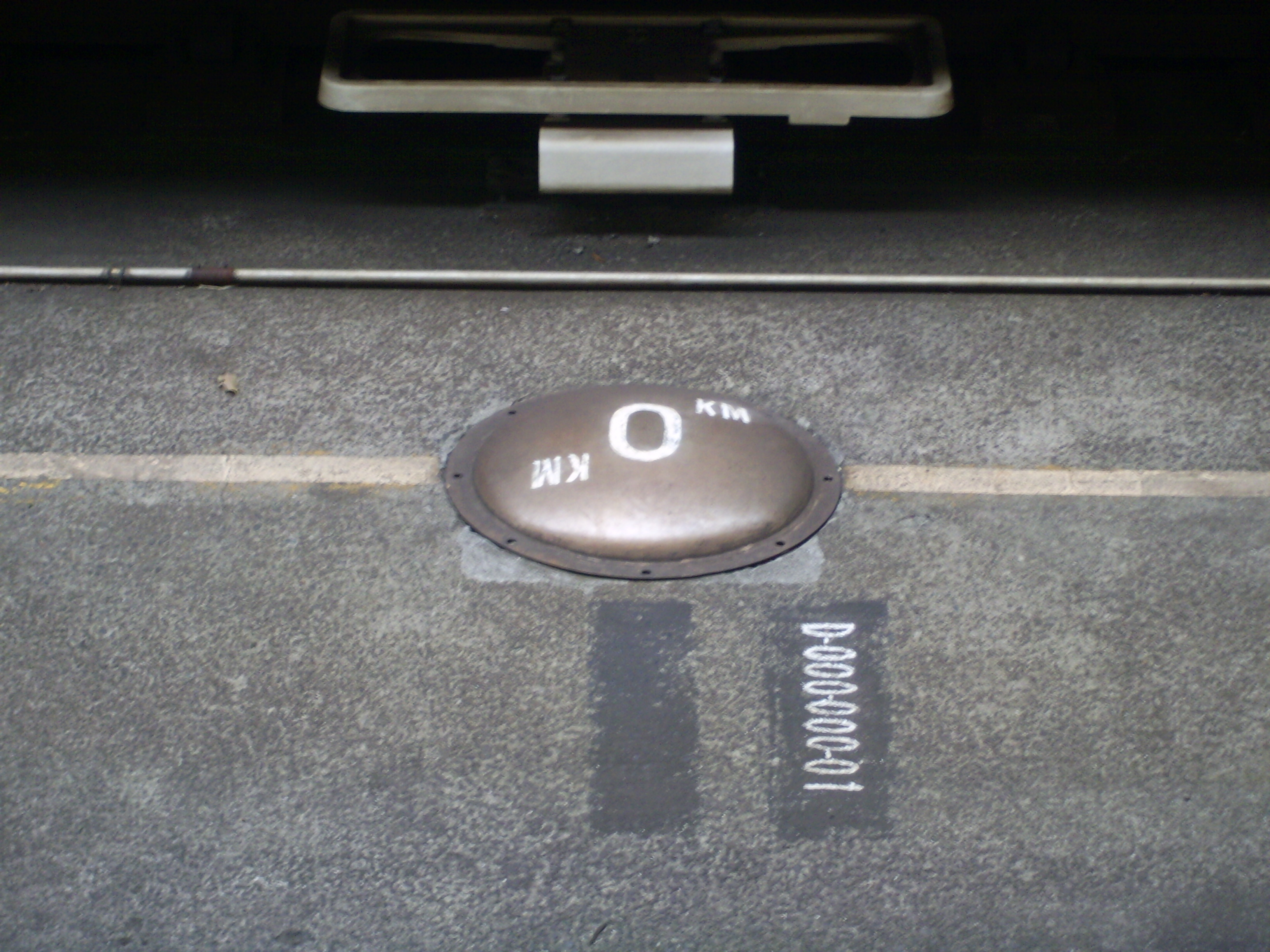
東海道新幹線東京駅線軌道上の0キロポスト
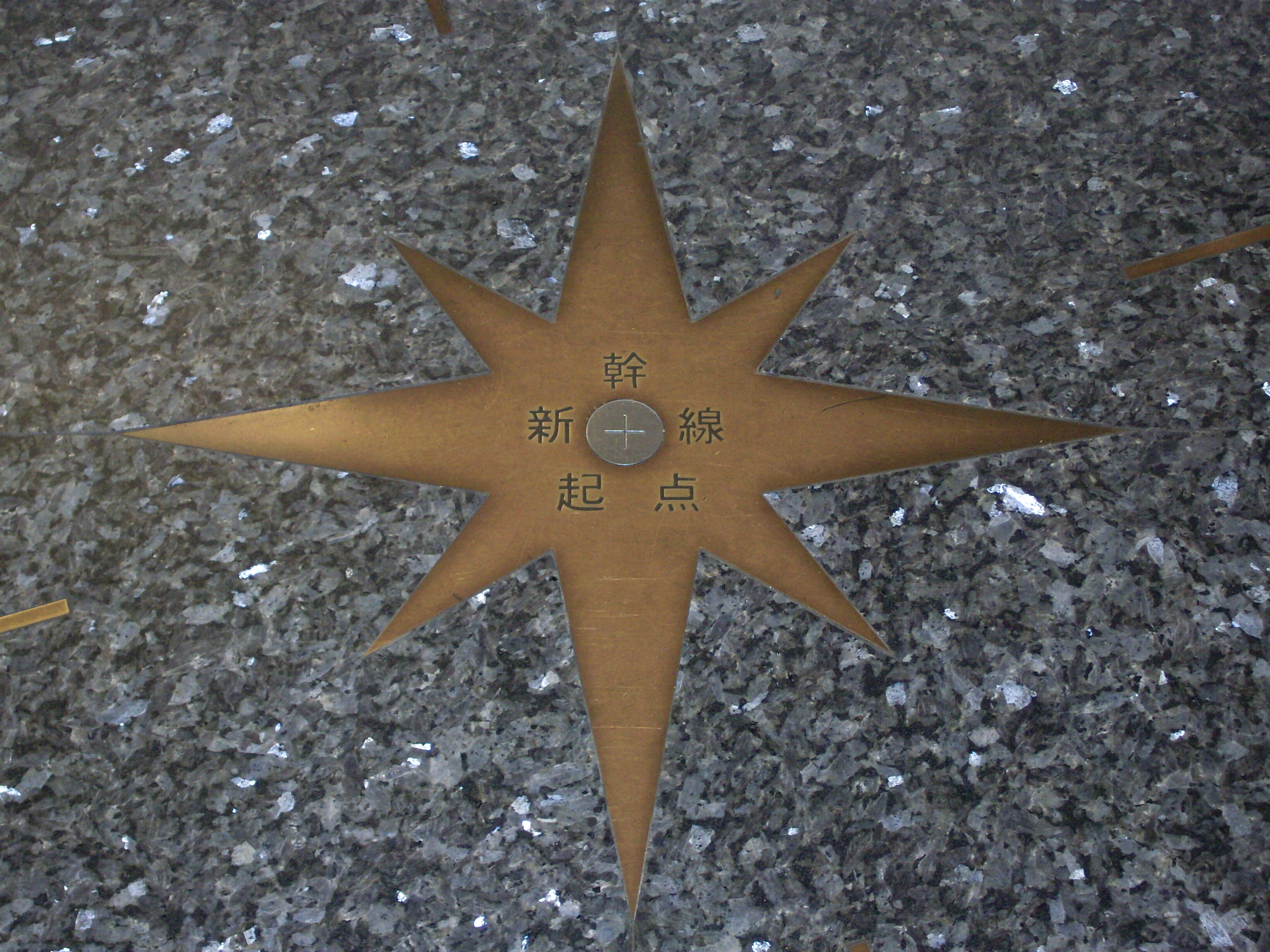
東海道新幹線東京駅ホーム上の起点標
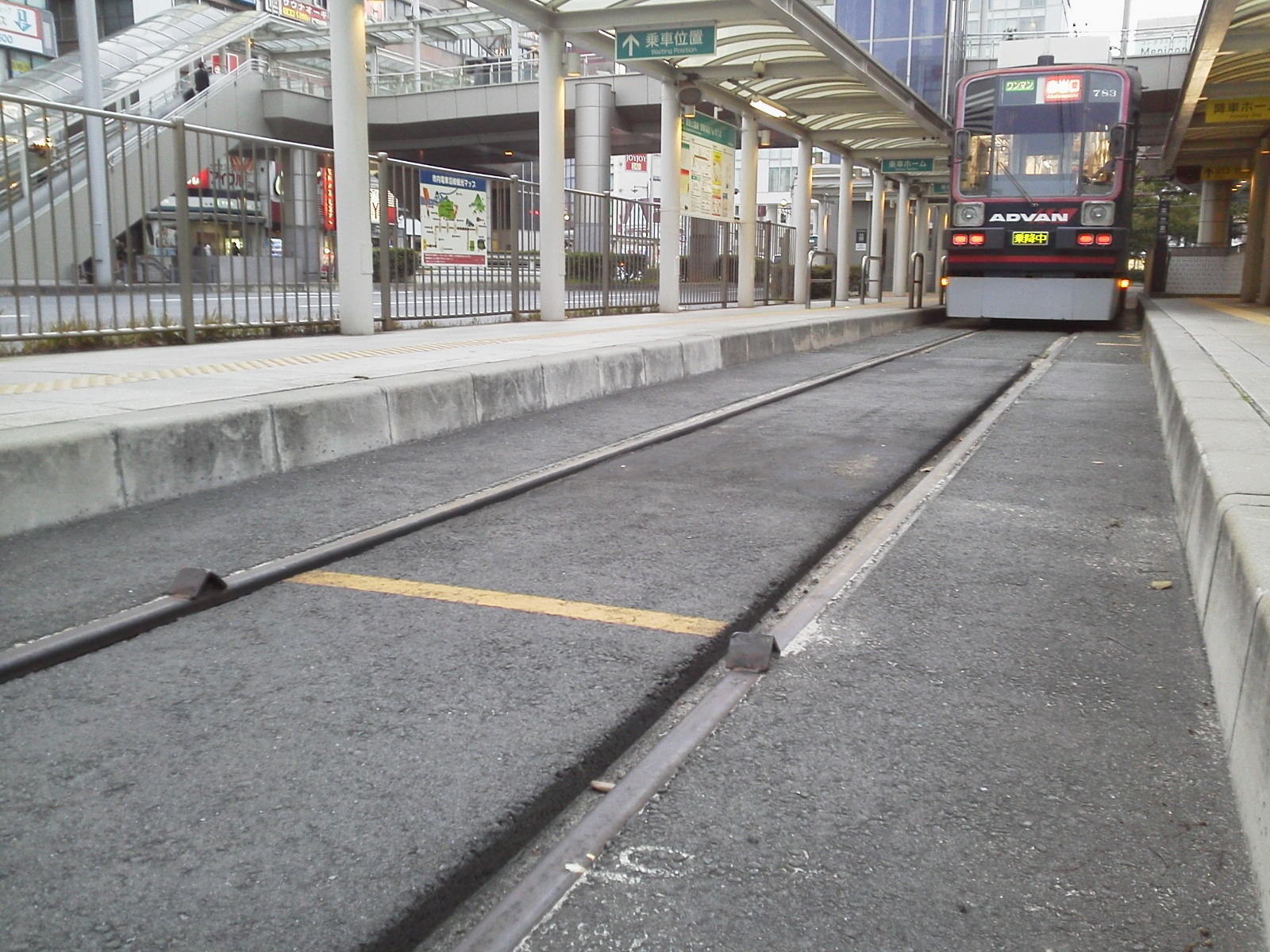
豊橋鉄道東田本線の0キロポスト（駅前停留場）
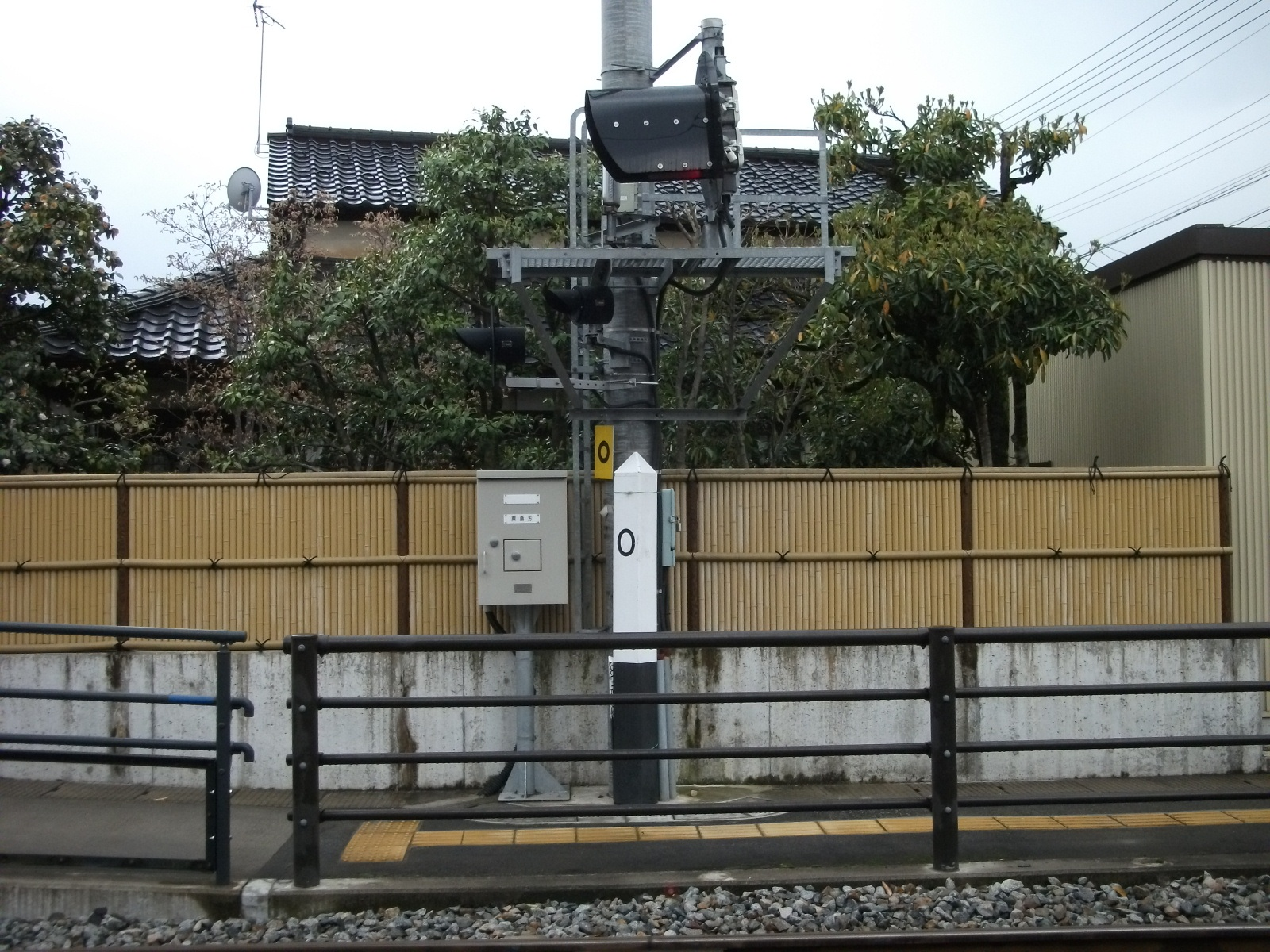
富山地方鉄道富山港線の0キロポスト（奥田中学校前駅）

道路

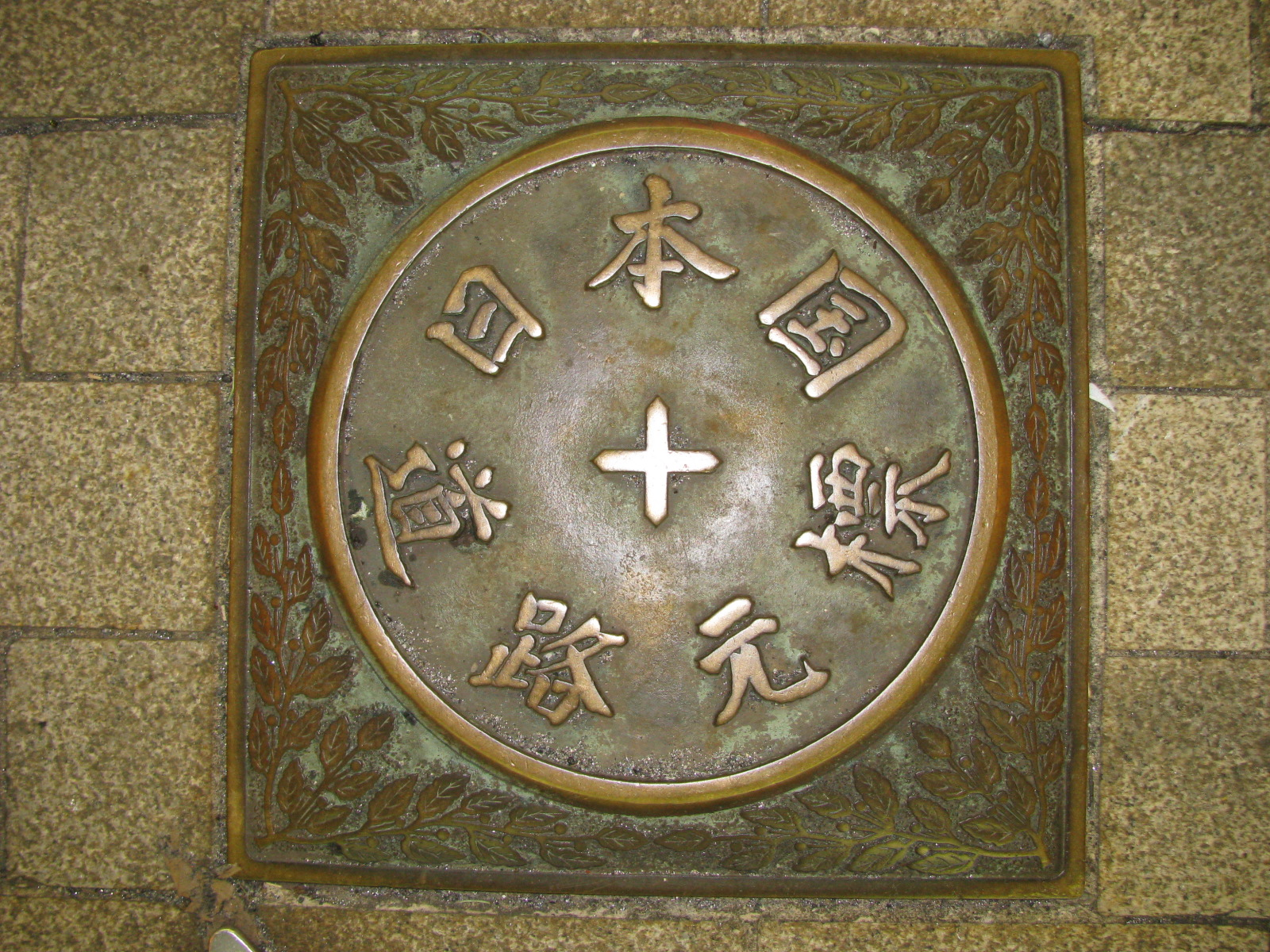
日本橋の日本国道路元標
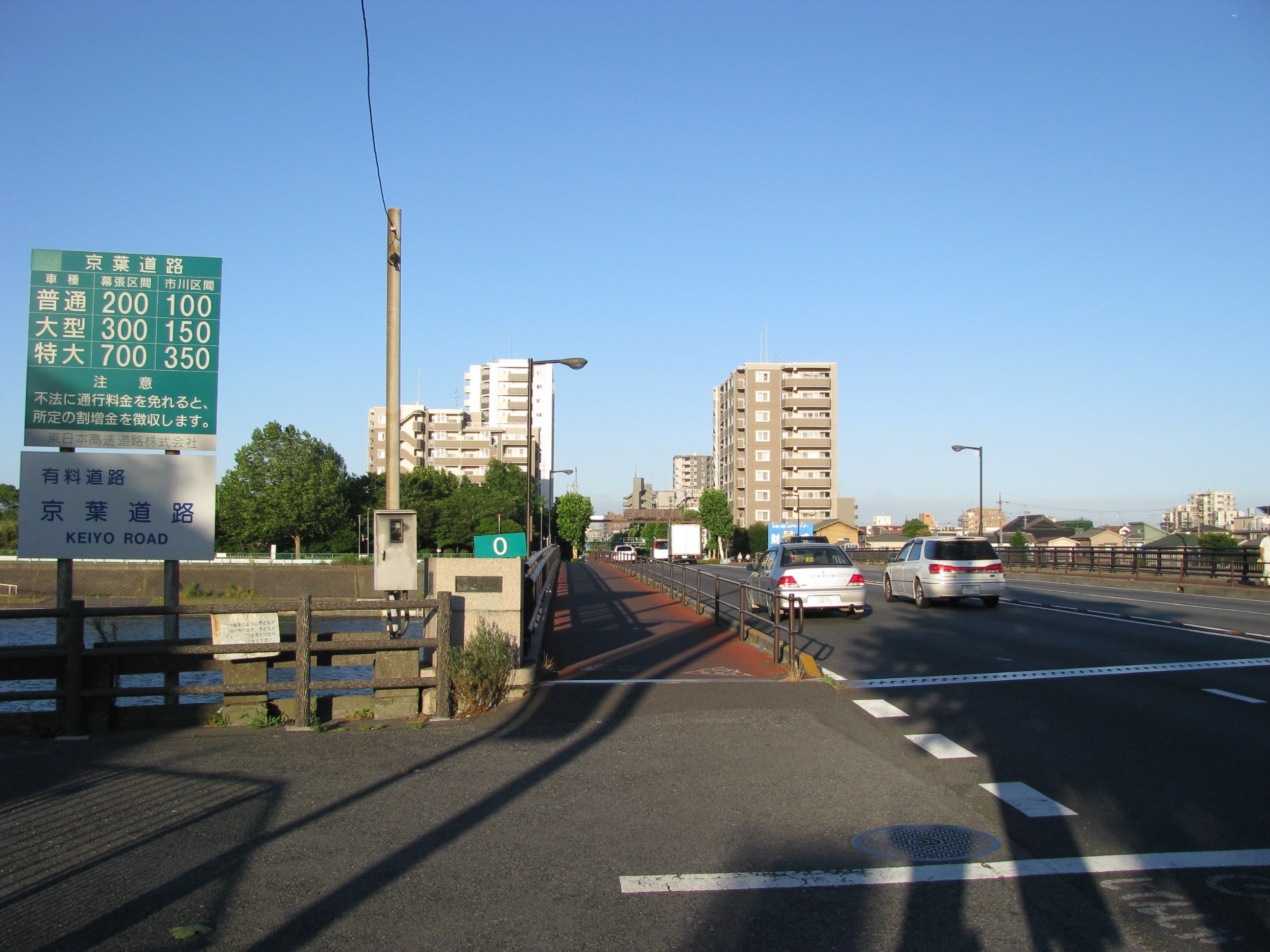
京葉道路（一般有料道路）起点に設置されている0キロポスト 東京都江戸川区一之江橋西端
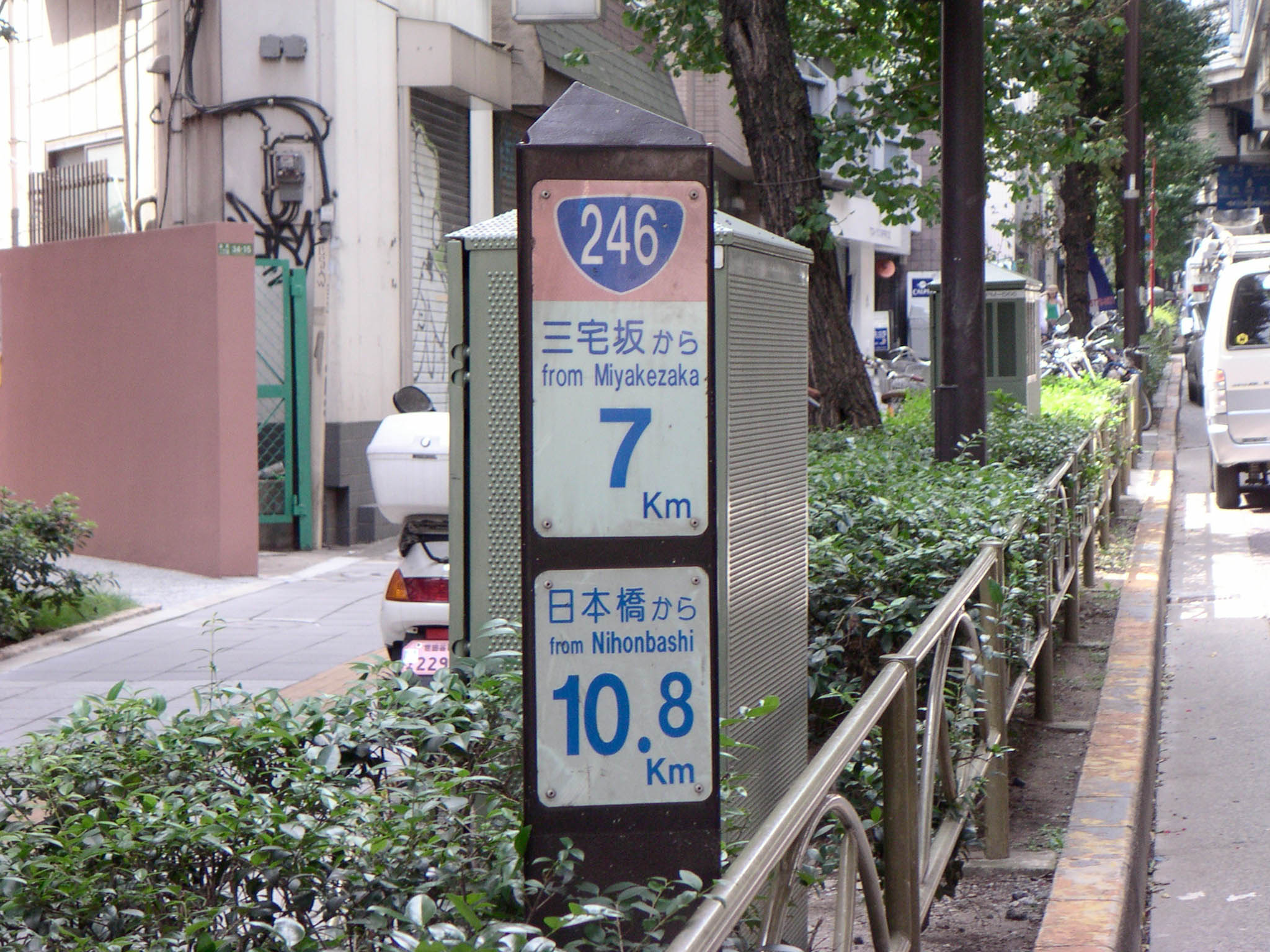
国道246号の7kmキロ程票
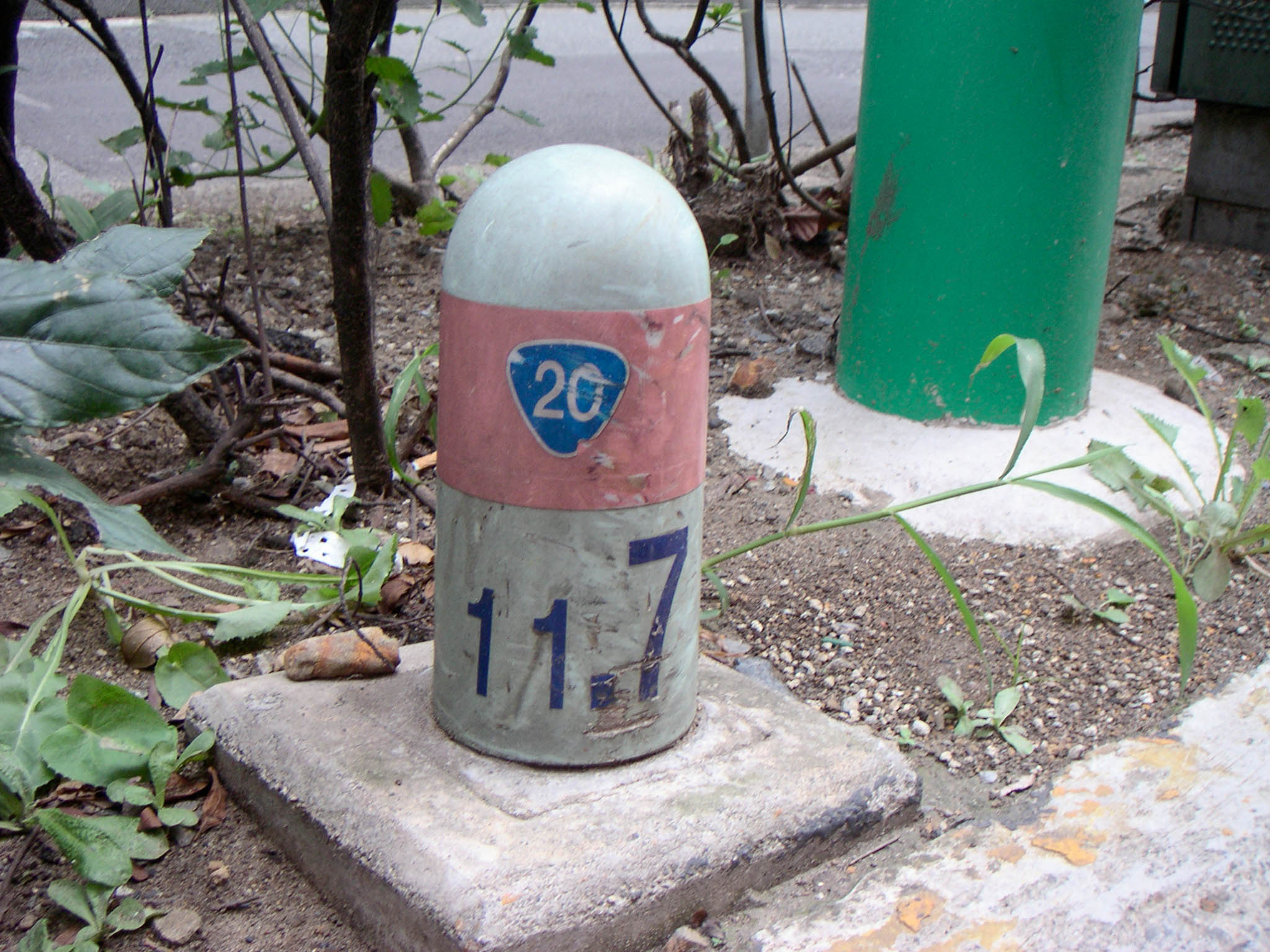
国道20号の11.7kmキロ程票
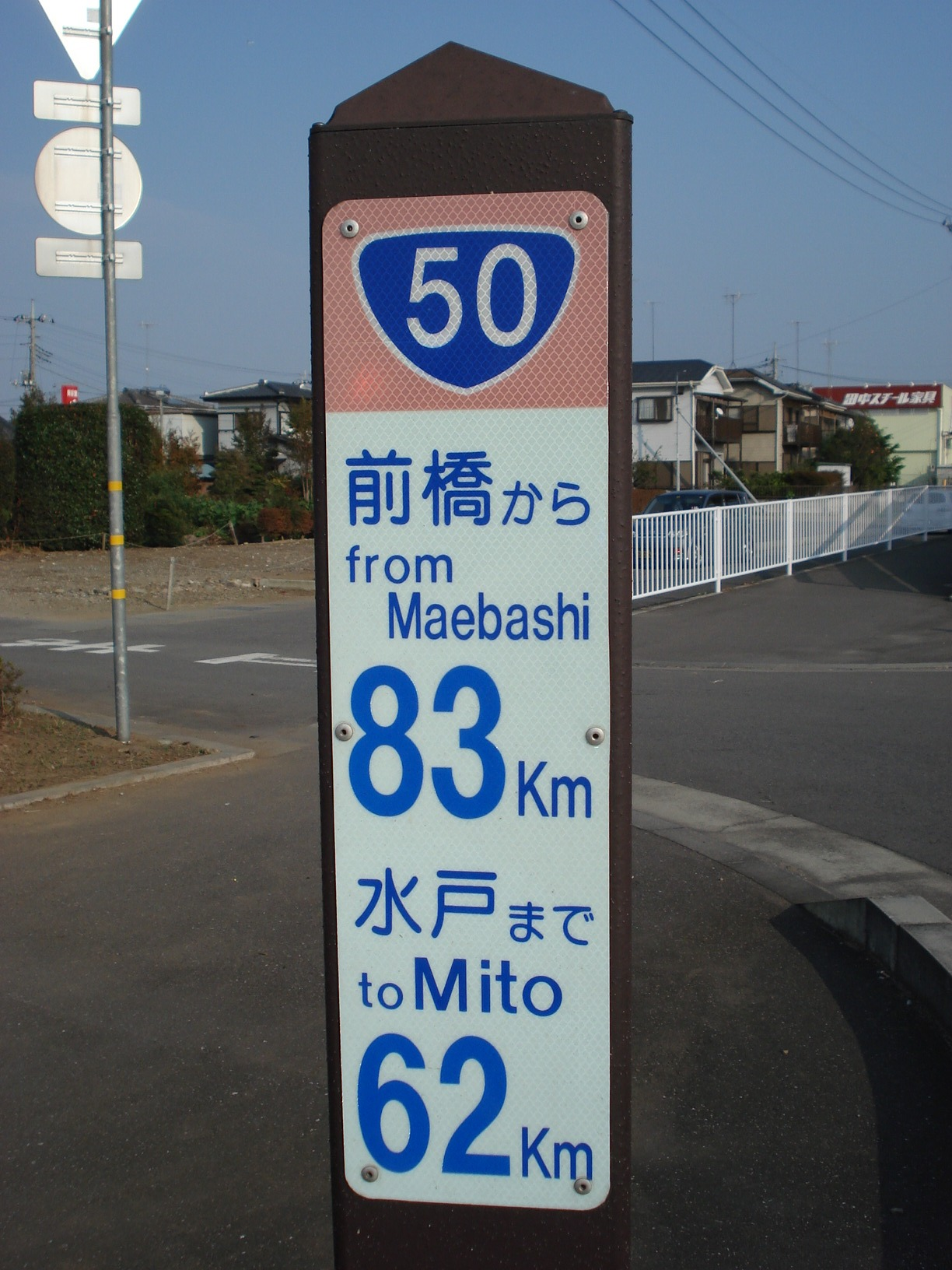
国道50号の83kmキロ程票
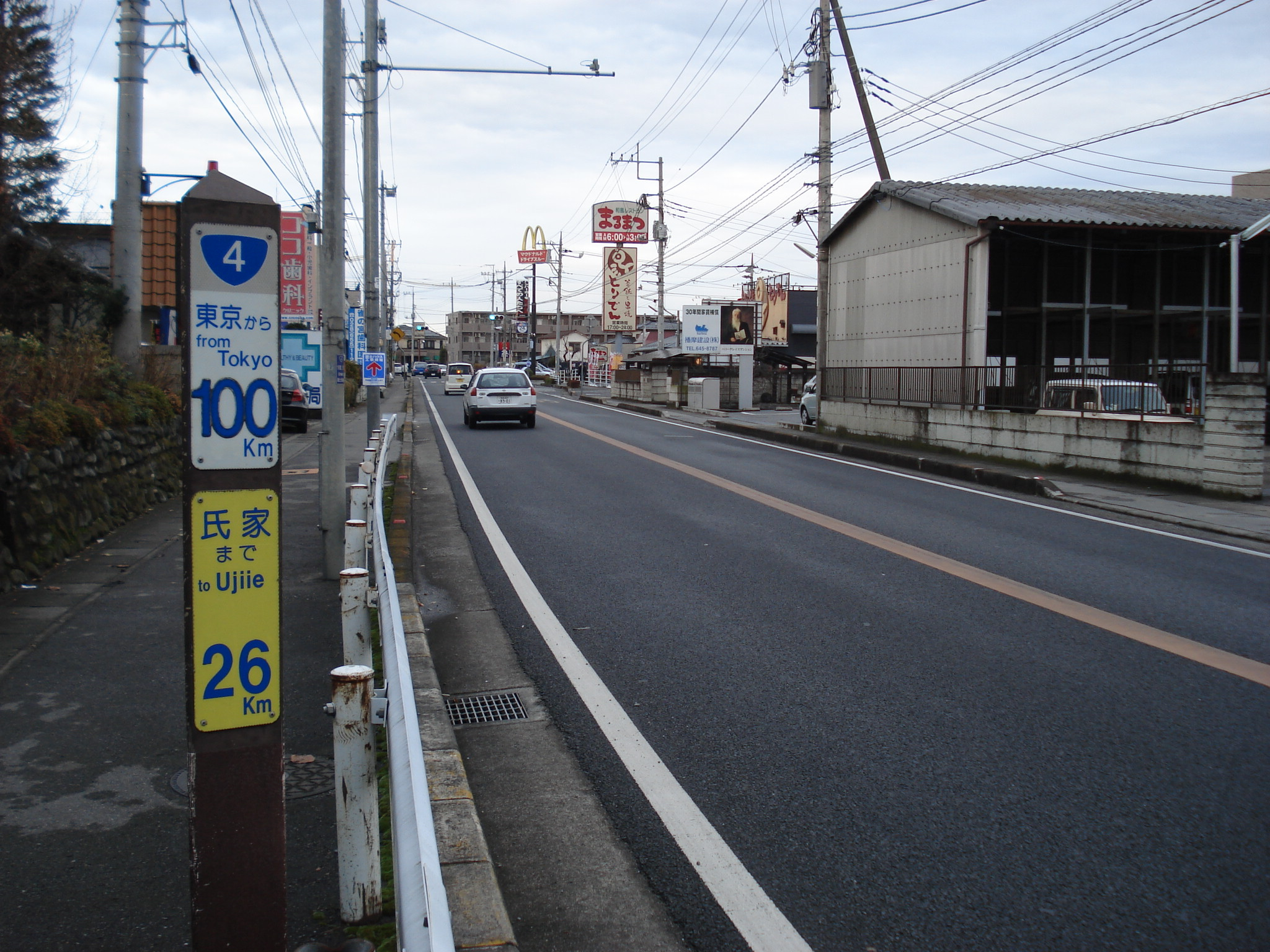
国道4号の100kmキロ程票
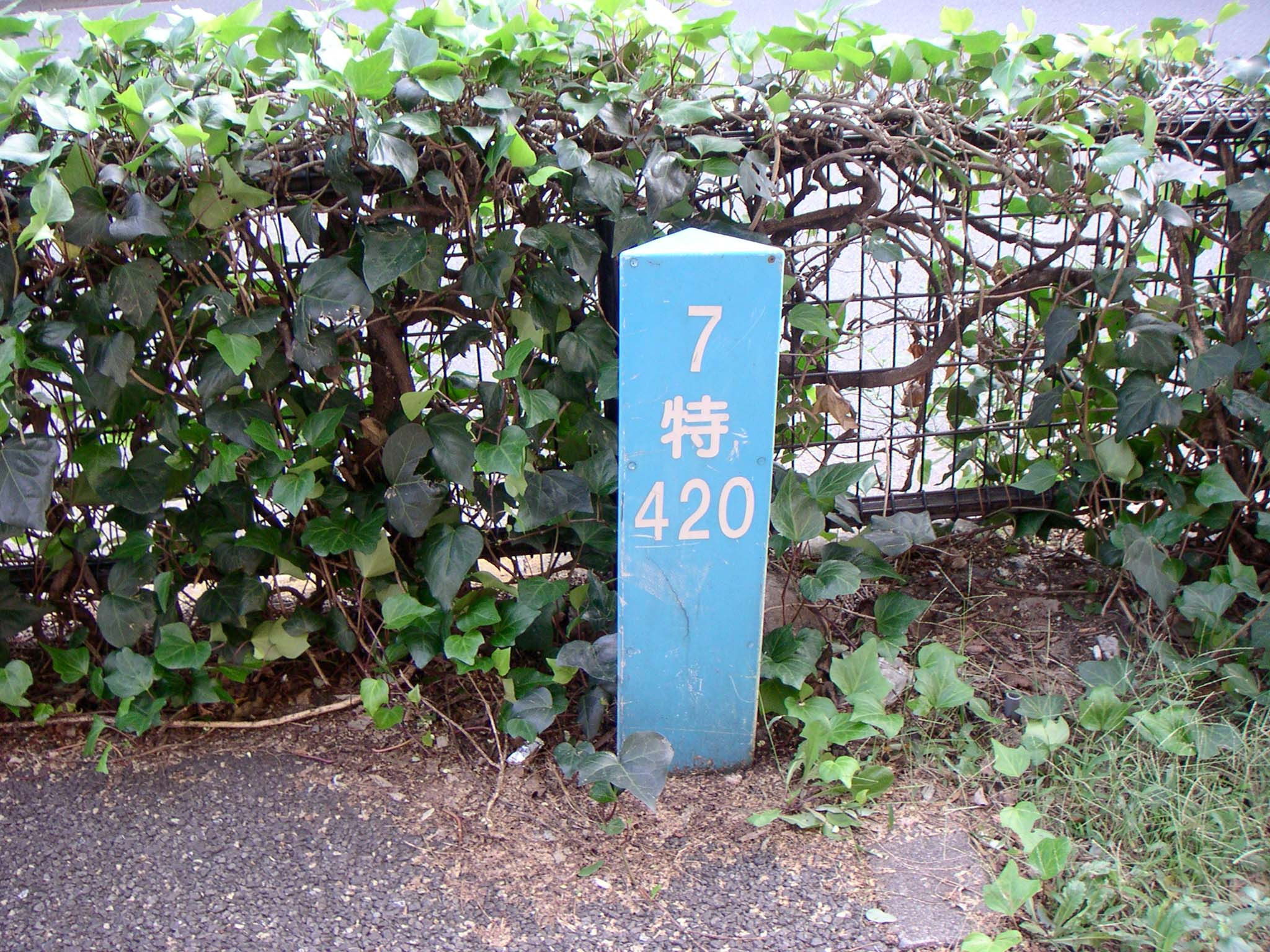
東京都道420号鮫洲大山線7kmキロ程票
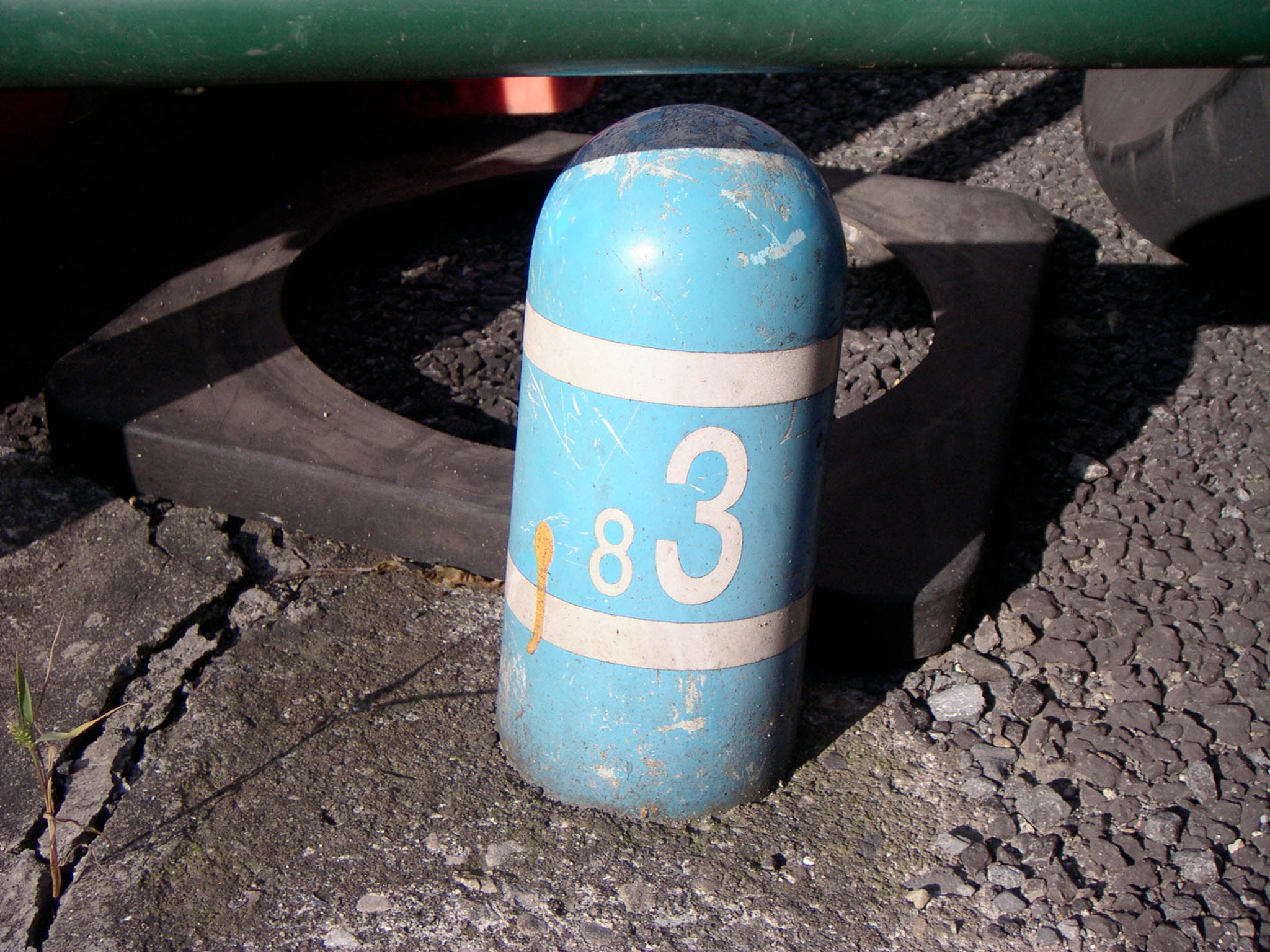
東京都道420号鮫洲大山線8.3kmキロ程票